# Медресе Мухаммед Амин инак
Медресе Мухаммада Амина Инака — памятник архитектуры в городе Хива Хорезмской области Республики Узбекистан. Медресе датируется XVIII веком (1785 г.) и сегодня находится по адресу улица Заргарлар, дом 34, квартал «Ичан-Кала». Он был построен Мухаммад Амин-инак и возведен в центре крепости Ичан-Кала.
4 октября 2019 года постановлением Кабинета Министров Республики Узбекистан медресе Мухаммада Амина Инака включено в национальный список объектов недвижимого культурного наследия и взято под государственную охрану. В настоящее время государственный музей-заповедник «Ичан-Кала» является государственной собственностью на праве оперативного управления.

## История и стиль строительства
Это медресе было построено в 1785 году Мухаммадом Амином Инаком, который основал родословное древо династии Кунгират и был первым хивинским ханом из этой династии. Легенда гласит, что в одной из специальных комнат этого медресе были похоронены Мухаммад Амин Инак и его сын.
В 1935 году несколько исторических зданий Хивы были разрушены, по словам старейшин, работавших в этот период, внутри медресе были обнаружены две могилы. Тела в гробнице хорошо сохранились и помимо саван были обернуты кожей. В Медресе более 20 комнат, его фасад был построен в два этажа от входа, а с двух сторон есть специальные лестницы, по которым можно подняться на вверх.
Напротив исторического медресе в начале XIX века также была построена мечеть Фазил-бий (Фазил-бий был Амиром аль-Умара при Мухаммаде Амине Инаке, главнокомандующим военными силами Хивинского ханства, его зарплата составляла 500 золотых в год, в настоящее время это здание разрушено). Медресе было реконструировано, и верхняя часть его внутреннего пространства была перекрыта бетонными колоннами, что помогало ему одновременно отражать современность и историю.
Главный фасад медресе обращен к площади. С южной крыши через трех купольный миянсарай можно попасть во двор прямоугольной формы (25,4х24 м). Вокруг двора расположены одноэтажные помещения и 2 противоположных крыльца. Для входа в помещение из скошенных углов двора были сделаны узкие коридоры. Мионсарай спроектирован в манере, не свойственной классической архитектуре Средней Азии. Его купола соединены между собой арками. Тот, что на западе был больше и служил крыльцом. К нему примыкает купольный зал мечети. В 2-х крыльях крыши расположены одноэтажные, двухрядные помещения, а по углам — клумбы, класс и мечеть.
В настоящее время в медресе Мухаммада Амина Инака действует городской ЗАГС, то есть дом регистрации браков.